# Miss USA 2013
Miss USA 2013 fue la 62.ª edición del certamen de Miss USA. Se llevó a cabo el 16 de junio de 2013 en el PH Live dentro del Planet Hollywood Resort & Casino en Las Vegas, Nevada. Candidatas provenientes de los 50 estados y el Distrito de Columbia compitieron por alcanzar el título. Al final del evento Nana Meriwether, Miss USA 2012 de Maryland coronó Erin Brady de Connecticut como su sucesora.

## Resultados
| Posiciones        | Delegada |
| ----------------- | --- |

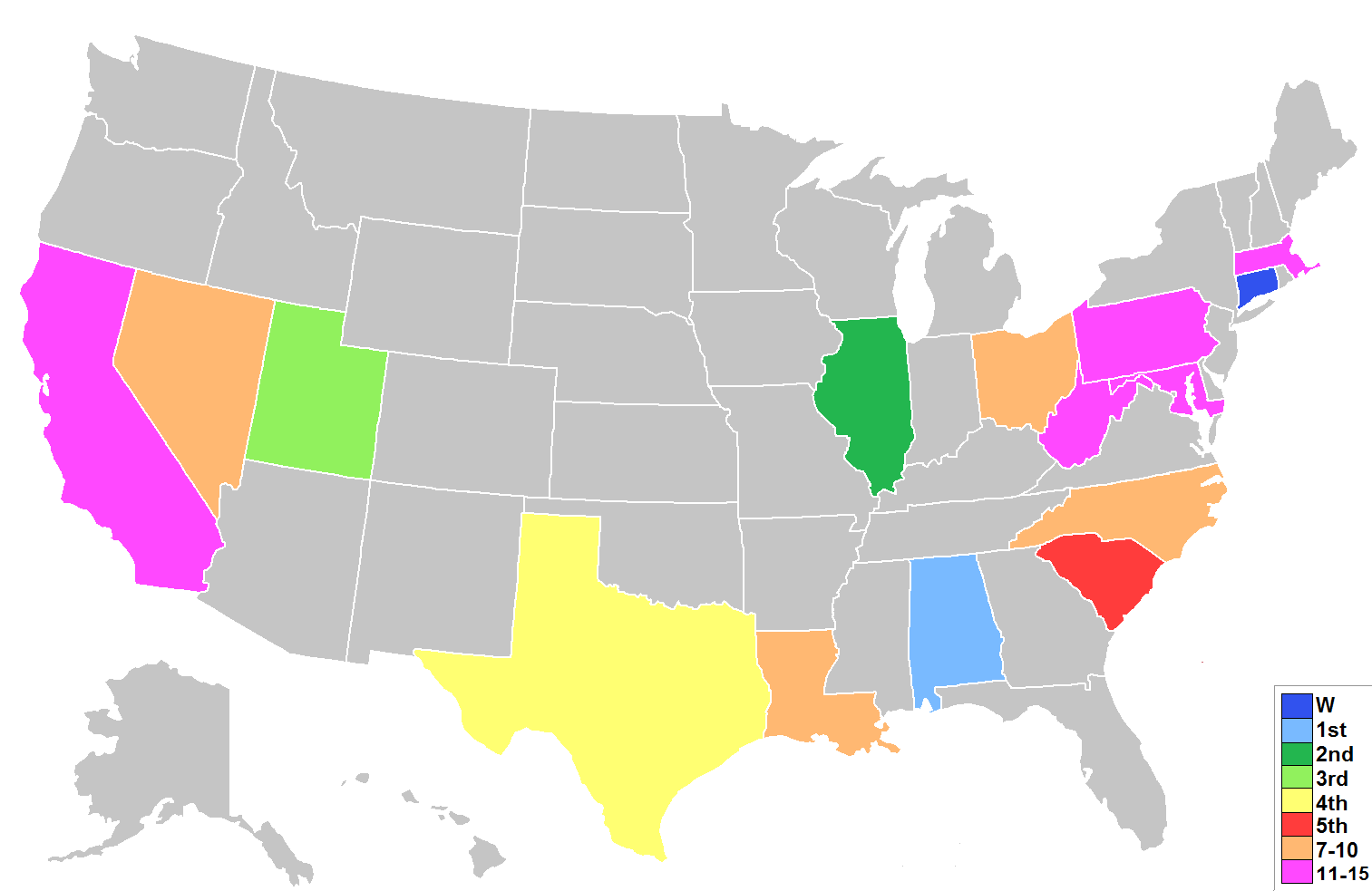
Mapa donde se muestra las posiciones obtenidas por la concursantes de esta Edición.

| Miss USA 2013     | - Connecticut - Erin Brady |
| Primera Finalista | - Alabama - Mary-Margaret McCord |
| Segunda Finalista | - Illinois - Stacie Juris |
| Tercera Finalista | - Utah - Marissa Powell |
| Cuarta Finalista  | - Texas - Alexandria Nugent |
| Quinta Finalista  | - Carolina del Sur - Megan Pinckney |
| Top 10            | - Luisiana - Kristen Girault - Nevada - Chelsea Caswell - Carolina del Norte - Ashley Love-Mills - Ohio - Kristin Smith                                             |
| Top 15            | - California - Mabelynn Capeluj - Maryland - Kasey Staniszewski - Massachusetts - Sarah Kidd - Pensilvania - Jessica Billings - Virginia Occidental - Chelsea Welch |

## Candidatas
51 candidatas compitieron en el certamen
| Estadp               | Candidata            | Residencia                  | Edad | Estatura | Posición      | Notas |
| -------------------- | -------------------- | --------------------------- | ---- | -------- | ------------- | --- |
| Alabama              | Mary Margaret McCord | Gadsden                     | 23   | 5'7"     | 1st Runner-Up | |
| Alaska               | Melissa McKinney     | Anchorage                   | 26   | 5'11"    |               | |
| Arizona              | Rachel Massie        | Glendale                    | 20   | 5'6"     |               | |
| Arkansas             | Hannah Billingsley   | Franklin                    | 22   | 5'7"     |               | |
| California           | Mabelynn Capeluj     | San Diego                   | 21   | 5'8"     | Top 15        | |
| Colorado             | Amanda Wiley         | Littleton                   | 26   | 5'10"    |               | |
| Connecticut          | Erin Brady           | East Hampton                | 26   | 5'8"     | Miss USA 2013 | |
| Delaware             | Rachel Baiocco       | Bear                        | 22   | 5'6"     |               | |
| District of Columbia | Jessica Frith        | Northwest, Washington D. C. | 26   | 5'6"     |               | |
| Florida              | Michelle Aguirre     | Hialeah                     | 20   | 5'7"     |               | |
| Georgia              | Brittany Sharp       | Roswell                     | 22   | 5'10"    |               | Previously Miss Georgia Teen USA 2006 and 4th Runner-Up at Miss Teen USA 2006                                         |
| Hawái                | Brianna Acosta       | Waialua                     | 21   | 5'10"    |               | |
| Idaho                | Marissa Wickland     | Boise                       | 21   | 5'6"     |               | Previously Miss Idaho Teen USA 2009                                                                                   |
| Illinois             | Stacie Juris         | Chicago                     | 22   | 5'7"     | 2nd Runner-Up | Previously Miss Illinois Teen USA 2009                                                                                |
| Indiana              | Emily Hart           | Fort Wayne                  | 26   | 5'9"     |               | |
| Iowa                 | Richelle Orr         | Hampton                     | 21   | 5'3"     |               | Previously Miss Iowa Teen USA 2011                                                                                    |
| Kansas               | Staci Klinginsmith   | Lenexa                      | 26   | 5'8"     |               | |
| Kentucky             | Allie Leggett        | McCreary County             | 19   | 5'7"     |               | |
| Luisiana             | Kristen Girault      | New Orleans                 | 22   | 5'8"     | Top 10        | |
| Maine                | Ali Clair            | South China                 | 24   | 5'9"     |               | |
| Maryland             | Kasey Staniszewski   | Annapolis                   | 22   | 5'9"     | Top 15        | Previously Miss Maryland's Outstanding Teen 2007, Miss Maryland Teen USA 2009 and 3rd Runner-Up at Miss Teen USA 2009 |
| Massachusetts        | Sarah Kidd           | Leominster                  | 20   | 5'8"     | Top 15        | |
| Míchigan             | Jaclyn Schultz       | Wyandotte                   | 24   | 6'0"     |               | |
| Minnesota            | Danielle Hooper      | Inver Grove Heights         | 21   | 5'9"     |               | |
| Mississippi          | Paromita Mitra       | Hattiesburg                 | 22   | 5'3"     |               | Born in Bangladés Previously Miss Mississippi Teen USA 2009                                                           |
| Misuri               | Ellie Holtman        | Montgomery City             | 21   | 5'11"    |               | |
| Montana              | Kacie West           | Kalispell                   | 24   | 5'8"     |               | Previously Miss Montana 2010 (MAO)                                                                                    |
| Nebraska             | Ellie Lorenzen       | Omaha                       | 23   | 5'7"     |               | |
| Nevada               | Chelsea Caswell      | Las Vegas                   | 23   | 5'8"     | Top 10        | |
| New Hampshire        | Amber Faucher        | Pelham                      | 22   | 5'6"     |               | Previously Miss New Hampshire Teen USA 2009                                                                           |
| New Jersey           | Libell Duran         | Keasbey                     | 23   | 5'8"     |               | Born in Dominican Republic 3rd Runner-Up at Miss Dominican Republic 2010                                              |
| New México           | Kathleen Danzer      | Rio Rancho                  | 24   | 5'8"     |               | |
| New York             | Joanne Nosuchinsky   | Hell's Kitchen              | 24   | 5'7"     |               | |
| North Carolina       | Ashley Love-Mills    | Raleigh                     | 24   | 5'9"     | Top 10        | |
| North Dakota         | Stephanie Erickson   | Fargo                       | 23   | 5'9"     |               | |
| Ohio                 | Kristin Smith        | Dayton                      | 22   | 5'8"     | Top 10        | |
| Oklahoma             | Makenzie Muse        | Yukon                       | 21   | 5'8"     |               | |
| Oregón               | Gabrielle Neilan     | Gresham                     | 23   | 5'5"     |               | Miss Congeniality |
| Pensilvania          | Jessica Billings     | Philadelphia                | 26   | 5'9"     | Top 15        | Won Top 15 semifinalist spot via online voting                                                                        |
| Rhode Island         | Brittany Stenovitch  | Cranston                    | 19   | 5'6"     |               | |
| South Carolina       | Megan Pinckney       | North Charleston            | 22   | 5'8"     | 5th Runner-Up | Previously Miss South Carolina Teen USA 2010                                                                          |
| South Dakota         | Jessica Albers       | Yankton                     | 27   | 5'10"    |               | |
| Tennessee            | Brenna Mader         | Nashville                   | 26   | 5'9"     |               | Previously Miss Wyoming Teen USA 2005                                                                                 |
| Texas                | Ali Nugent           | Dallas                      | 20   | 5'9"     | 4th Runner-Up | Won Top 6 Finalist spot via Twitter                                                                                   |
| Utah                 | Marissa Powell       | Salt Lake City              | 21   | 5'8"     | 3rd Runner-Up | Miss Photogenic |
| Vermont              | Sarah Westbrook      | Burlington                  | 25   | 5'7"     |               | |
| Virginia             | Shannon McAnally     | Arlington                   | 25   | 5'5"     |               | |
| Washington           | Cassandra Searles    | Redmond                     | 24   | 5'7"     |               | |
| West Virginia        | Chelsea Welch        | West Union                  | 22   | 5'10"    | Top 15        | Previously Miss West Virginia Teen USA 2007 and 4th Runner-Up at Miss Teen USA 2007                                   |
| Wisconsin            | Chrissy Zamora       | Milwaukee                   | 26   | 5'8"     |               | |
| Wyoming              | Courtney Gifford     | Sheridan                    | 24   | 5'7"     |               | Previously Miss Wyoming's Outstanding Teen 2005 and Miss Wyoming 2008                                                 |

- Datos: Q2154633